# 다크호스
다크호스(dark horse)는 경마에서 '잘 알려지지 않은 말'이 우승했을 경우 사용되던 말이다. dark (어두운, 일반인들에게 잘 알려지지 않은)에 horse가 붙어서 생긴 용어이다. 영국의 정치가이자 소설가인 벤자민 디즈레일리(Benjamin Disraeli, 1804~1881)가 1831년에 쓴 소설 《젊은 공작(The Young Duke)》에서 우승 후보를 누르고 승리한 유명하지 않은 말이 나오면서 사용하게 되었다. 이후 스포츠 경기나 선거 등에서 '예상을 뛰어넘는 강력한 경쟁 상대'란 뜻으로 확장되어 사용되기 시작했다.

## 스포츠에서의 사용
이 용어는 스포츠에서 경쟁에서 예상치 못한 성과를 낸 팀과 운동선수를 묘사하는 데 사용되었다. 예를 들어 2012년 스탠리컵 플레이오프 당시 로스앤젤레스 킹스(8번 시드 플레이오프 진출에도 불구하고 1위), 1994년 FIFA 월드컵 불가리아(이런 위업을 달성한 최초이자 유일한 팀) 크로아티아 등이 있다. 1998년 FIFA 월드컵과 2018년 FIFA 월드컵(FIFA 세계랭킹 20위에도 불구하고 2위)과 2022년 FIFA 월드컵에서 모로코(FIFA 세계랭킹 23위에도 불구하고 4위)에서 우승했다.

## 같이 보기
- 흑고니 이론
- 언더독 (용어)